# Дизель-поезда советских и российских железных дорог
В списке представлены дизель-поезда, когда-либо эксплуатировавшиеся на советских, а позже российских железных дорогах нормальной колеи, то есть с шириной 1524/1520 мм, а также выпущенные советскими и российскими заводами на экспорт.

## Списки дизель-поездов

### Моторвагонной тяги
| Серия                                  | Иллюстрация | Число мест                                        | Тип передачи      | Годы выпуска                             | Завод                               | Кол-во     | Примечания |
| -------------------------------------- | ----------- | ------------------------------------------------- | ----------------- | ---------------------------------------- | ----------------------------------- | ---------- | --- |
| ДП11                                   |             | 119                                               | Механическая      | 1944                                     | MAN                                 | 1          | |
| ДП13 (серия SVT 137, проект «Hamburg») |             | 70                                                | Электрическая     | 1935                                     |                                     | 1          | |
| ДП14 (серия SVT 137, проект «Köln»)    |             | 132                                               | Электрическая     | 1938                                     |                                     | 1          | Всего на различных заводах WUMAG, AEG, Linke-Hofmann, SSW с 1935 построено 14 шт. В 1945 г. по репарации в СССР передан 1 поезд с № 137855. Эксплуатировался на Северной железной дороге. |
| ДП15 (серия SVT 137, проект «Leipzig») |             | 139                                               | Электрическая     | 1935/1936                                | Linke-Hofmann (Breslau)             | 1          | Всего построено 4 шт. В 1945 г. по репарации в СССР передан 1 поезд с № 137153. Эксплуатировался на Закавказской железной дороге                                                          |
| ДП (№ 1÷10)                            |             | 156/138                                           | Механическая      | 1945−1946                                | Ganz                                | 10         | |
| ДП (№ 01÷08)                           |             | 164 (весь поезд в составе 6 секций)               | Электрическая     | 1949−1952                                | Ganz                                | 8          | |
| Д (ДП, Д-О)                            |             | 77 (Мг) 128 (Пп)                                  | Механическая      | 1960−1964                                | Ганц-МАВАГ                          | 89         | Эксплуатировались до 1984 года. |
| Д1                                     |             | 72 (Мг) 128 (Пп)                                  | Гидромеханическая | 1964−1988                                | Ганц-МАВАГ                          | 605        | Дальнейшее развитие дизель-поездов серии Д |
| ДР1                                    |             | 80 (Мг) 128 (Пп)                                  | Гидравлическая    | 1963−1969                                | РВЗ                                 |            | Первый советский пассажирский дизель-поезд. |
| ДР1П                                   |             | 80 (Мг) 128 (Пп)                                  | Гидравлическая    | 1969-1973                                | РВЗ                                 |            | |
| ДР1А                                   |             | 80 (Мг) 128 (Пп)                                  | Гидравлическая    | 1973-1998                                | РВЗ                                 |            | С 1993 года изменена форма кабины машиниста у головных вагонов. |
| ДР1Б (модернизация ДР1А)               |             | 80 (Мг) 128 (Пп)                                  | Гидравлическая    |                                          | РВЗ                                 |            | |
| ДР1БЖ (DR1BJ)                          |             | 80 (Мг) 128 (Пп)                                  | Гидравлическая    |                                          | РВЗ                                 |            | |
| ДР1Б (№ 0500 и выше)                   |             | 80 (Мг) 128 (Пп)                                  | Гидравлическая    | с 2006-2012                              | РВЗ                                 |            | |
| ДР2                                    |             | 104 (Мг) 124 (Пп)                                 | Гидравлическая    | 1966                                     | РВЗ                                 | 1          | |
| АЧ2                                    |             | 67 (вагон АЧ2) 123 (вагон АПЧ2)                   | Гидравлическая    | 1984—1990                                | Vagonka Studenka                    | 122        | |
| А1                                     |             |                                                   | Гидромеханическая | 1960                                     | (Япония)                            | 8          | Под колею 1067 мм.Эксплуатировался на Сахалинском регионе ДВЖД |
| К-1 (К-01) (Киха58)                    |             |                                                   |                   | 1960-е гг., эксплуатация в России с 1993 | (Япония)                            | 17         | Под колею 1067 мм. Эксплуатировался на Сахалинском регионе ДВЖД — 17 шт. из 28-и безвоздмездно переданных Японией.                                                                        |
| Д2                                     |             |                                                   |                   | 1985                                     | (Япония)                            | 10         | Под колею 1067 мм. Эксплуатируется в России на Сахалинском регионе ДВЖД |
| СДП                                    |             |                                                   |                   | Нет данных                               | ЛТЗ                                 | Нет данных | Служебный |
| ДПС                                    |             |                                                   |                   | 1995                                     | ЛТЗ                                 | 1          | Служебный дизель-поезд для метрополитена. Разработан на основе дизель-поездов СДП. Поступил для эксплуатации на линию Д-6, впоследствии отстранён от работы и порезан.                    |
| Д1м                                    |             | 72 (Мг) 128 (Пп)                                  | Гидромеханическая | 1995−2002                                | Великолукский ЛВРЗ                  | 16         | Модернизация дизель-поезда Д1 |
| МДП4                                   |             | 256 (сидячие)                                     | Гидравлическая    | 1997                                     | ЛТЗ                                 | 2          | Опытная эксплуатация |
| РА2                                    |             | 68 (Мг) 86 (Пп) 600 (полная пассажировместимость) | Гидравлическая    | 2005 - 2015                              | Метровагонмаш                       | 140        | |
| ДТ1                                    |             | 370 (сидячие)/ 878 (полная пассажировместимость)  | Электрическая     | 2005, 2009-2013                          | Торжокский вагоностроительный завод | 13         | дизель-электропоезд (1 промежуточный вагон — моторный) |
| ДЭЛ-01                                 |             | 416 (полная пассажировместимость)                 | Электрическая     | 1996                                     | Лугансктепловоз                     | 1          | Опытная эксплуатация |
| ДЭЛ-02                                 |             | 336 (полная пассажировместимость)                 | Электрическая     | 2004 - 2007, 2012                        | Лугансктепловоз                     | 6          | |
| ДП-С                                   |             | 56 и 64                                           | Гидравлическая    | 2011 - 2016                              | Метровагонмаш                       | 39         | Экспортный дизель-поезд для Сербии (колея 1435 мм) |
| D1M                                    |             | 10 (Мг) 20 (Пп)                                   | Гидромеханическая | 2012−2013                                | Remar                               | 5          | Модернизация дизель-поезда Д1 |
| ДПМ                                    |             | 132+2 (Мг) 128 (Пп)                               | Электрическая     | 2013                                     | Метровагонмаш                       | 1          | Головные вагоны поезда — сочленённые трёхмодульные (2 пассажирских и 1 силовой модуль) |
| ДПКр2                                  |             | 82 или 91 (Мг) 116 (Мп)                           | Гидравлическая    | 2014                                     | Крюковский                          | 1          | |
| ДПКр3                                  |             | 58 или 61 (Мг) 51 (Пп)                            | Гидравлическая    | 2019−2022                                | Крюковский                          | 6          | |
| РА3                                    |             | 63 или 75 (Мг) 96 (Пп)                            | Гидравлическая    | 2019−2022                                | Метровагонмаш                       | 91         | |
| ДШ2                                    |             | ?                                                 | Электрическая     | 2021                                     | Stadler                             | 1          | 8-вагонный дизель-поезд Stadler KISS на базе электропоезда ЭШ2 |
| ДШ1                                    |             | ?                                                 | Электрическая     | 2023                                     | Stadler                             | 4          | 6-вагонный дизель-поезд Stadler FLIRT (5 пасс. и 1 тяговый модуль) |

### Локомотивной тяги
Дизель-поезда на локомотивной тяге появились в конце 1990-х годов в связи с устареванием парка советских составов. В таких поездах в качестве тяговой единицы используется 1 или 2 секции двухсекционных тепловозов, прошедших модернизацию для управления дверями и электроаппаратурой в вагонах.
| Серия  | Иллюстрация | Тяговая единица                            | Прицепные вагоны                                                       | Годы выпуска | Завод                                        | Кол-во | Примечания |
| ------ | ----------- | ------------------------------------------ | ---------------------------------------------------------------------- | ------------ | -------------------------------------------- | ------ | --- |
| ДЛ2    |             | собственной разработки                     | 10 вагонов производства ТВЗ полная пассажировместимость — 1100         | 1996         | ЛТЗ                                          | 1      | С апреля по сентябрь 2000 года эксплуатировался на линии Воронеж—Касторная.С 2001 года прицепные вагоны работали под тягой тепловоза ТЭП60 (впоследствии-2ТЭ116), а тяговые секции были отправлены на Людиновский ТЗ для доработки, где находятся и по сей день. С июня 2007 года прицепные вагоны отстранены от работы. |
| ДРБ1   |             | Секция 2М62/2М62У                          | От дизель-поезда ДР1                                                   | 1997         |                                              | 24     | |
| ДДБ1   |             | Секция 2М62У                               | Головной вагон с кабиной управления от РВЗ, промежуточные-от ЭД2Т/ЭД4. | 1998         | ДМЗ                                          | 20     | |
| ДПСаАЗ |             | Тепловозы М62 (тепловоз) в голове и хвосте | Аналогично ДДБ1                                                        | 1998         | ДМЗ                                          | 1      | Перевозит рабочих Саянского алюминиевого завода. |
| ДТ116  |             | Секции 2ТЭ116 в голове и хвосте.           | От ЭР9ПК                                                               | 1999−2008    | Воронежский ТВРЗ, моторвагонное депо Отрожка | 4      | Эксплуатируются на линии Воронеж-Касторная. |
| ДТЛ1   |             | Секции 2М62 в голове и хвосте.             | Произведены Луганским заводом                                          | 1999         | Лугансктепловоз                              | н.д.   | |
| ДТЛ2   |             | Аналогично ДТ116.                          | Произведены Луганским заводом                                          | 1999         | Лугансктепловоз                              | 4      | |
| ДПМ1   |             | Секции 2М62У в голове и хвосте.            | От ЭР2                                                                 | 2000         | Локомотивное депо Новомосковск               | 1      | Экспресс Москва — Новомосковск |
| ДПЛ1   |             | Секция 2М62                                | Аналогично ДТЛ2                                                        | Нет данных   | Лугансктепловоз                              | 6      | |
| ДПЛ2   |             | Секция 2ТЭ116                              | Аналогично ДТЛ2                                                        | Нет данных   | Лугансктепловоз                              | 6      | |
| ДП2Д   |             | ТЭП70БС                                    | не моторные вагоны ЭП2ДМ                                               | 2025         | ДМЗ                                          | 1      | |